# Famille Rousseau de Monfrand
La famille Rousseau de Monfrand est une famille d'ancienne bourgeoisie française originaire du pays d'Ernée et de Gorron, en Mayenne. Installée à Laval depuis le début du XVIIIe siècle, elle s'est éteinte à la fin du XIXe siècle.

## Histoire
L'histoire de la famille nous est connue principalement par l'ouvrage Dictionnaire historique, topographique et biographique de la Mayenne issu des travaux de l'historien et généalogiste Alphonse-Victor Angot.
Montfranc est un lieu de la commune de Saint-Berthevin-la-Tannière. 
La famille est à l'origine du nom de l'Hôtel de Monfrand, situé à Laval.

## Personnalités
L'ouvrage de l'historien et généalogiste Alphonse-Victor Angot permet de découvrir les personnalités de la famille.
Le premier cité est Jean Rousseau, sieur du Chêne, dont le fils Nicolas Rousseau, épouse N. Chauvin du Tertre, dame de Surgon. Il est procureur fiscal de Pontmain et déclare en 1669 ne pas prétendre à la qualité d'écuyer. En 1685, il est lieutenant civil et criminel à Ernée (Mayenne). Son fils Nicolas Rousseau de Monfrand (23 juillet 1662 à Ernée - 30 novembre 1727 à Ernée) est conseiller du Roi, procureur au grenier à sel et maire en titre d'Ernée. Le 29 août 1695 à Ernée, il épouse Marie Philippe Le Pannetier. En 1709, il a un écusson aux armes qu'a portées depuis la famille : de… au cœur soutenu d'un croissant, et 3 étoiles en chef, sommé d'un casque de face.
Joseph Rousseau de Monfrand (1697-1779), seigneur de la Salle-Monguion et de Glatigné, est étudiant en droit à Paris de 1716 à 1718, conseiller du Roi, avocat au Parlement, premier président en l'Élection de la Mayenne, puis de Laval. Ses armes sont d'argent au cœur de gueules surmonté de trois étoiles d'azur rangées en chef et soutenues d'un croissant de même. Le 16 novembre 1722 dans la chapelle de la Coconnière, il épouse Anne-Hélène de la famille de La Porte. Il est nommé le 30 décembre 1729, échevin à Laval par le parti opposé au maire Gilles-Michel Le Long. Il achète sur la fin de sa vie une charge anoblissante de greffier au bureau des finances de Soissons, et meurt en 1779, veuf depuis 1755.
Joseph-Nicolas Rousseau de Monfrand (20 juillet 1735 - 20 novembre 1775 à Laval,) est écuyer, trésorier de France au bureau des finances de Metz (avant 1766), président de l'élection de Laval. Il hérite de sa mère Soulgé-le-Courtin et la Forge. Le 11 novembre 1760 à Laval, il épouse Marie Duchemin de la Jarossaie de la Cotellerie,, qu'il laisse veuve en 1775 avec cinq enfants. Elle est signalée par sa charité. La « dame de Monfrand » est mise la première sur la liste des suspects. Le conventionnel Joseph Fouché arrive à Laval, le 25 mars 1793, une quarantaine de suspects, dont la « dame de Monfrand » lui sont désignés et sont renfermés dans le monastère des Bénédictines de Laval. Les suspects recouvrèrent la liberté le 12 juillet, après cent huit jours de réclusion. Au passage des Vendéens, l'Hôtel de Monfrand sert d'asile à Louis de Salgues de Lescure. Lors de la Bataille de Laval, elle réussit à sauver un grand nombre de patriotes que les soldats catholiques, irrités des massacres de Candé, voulaient mettre à mort. Elle sauva ainsi la vie à un grand nombre de républicains. Suspectée d'avoir logé M. de Lescure dans se maison sise 3, place du Gast à Laval, elle est de nouveau emprisonnée avec son fils, Nicolas Rousseau (1765-1840). Au retour des Vendéens, les prisonniers sont transférés à Angers, puis aux Ponts-de-Cé, à Doué-la-Fontaine, à Montreuil-Bellay. La dame de Monfrand est conduite à Chartres, où elle expire à la Prison des Carmélites le 2 mars 1794. Suivent ses deux enfants Nicolas et Joseph.
Nicolas Rousseau de Monfrand (27 janvier 1766 - 10 septembre 1840 à Laval), châtelain de Saulges, cultivateur en 1799, propriétaire à Saulges en 1805 et à Laval en 1825, maire de Saint-Jean-sur-Erve. Il épouse Marguerite Louise de la famille du Mans de Chalais ( - 2 février 1812 à Laval). Elle qui avait toujours suivi les prisonniers, malgré la brutalité des conducteurs de la chaîne et des gardiens de prisons, obtient enfin le salut des neuf survivants. Nicolas Rousseau de Monfrand, sa femme et sa sœur sont mis en liberté le 25 mai 1794. Suivent ses deux enfants AZdrien et Armand.
Joseph Philippe Rousseau de Monfrand (21 janvier 1768 à Laval - 31 août 1807 à Laval), seigneur de La Jarrossais, propriétaire à Laval. Le 14 février 1803 à Laval, il épouse sa cousine germaine Cécile Marie du Mans (1782 - ). Le couple a deux filles. Pas de descendance agnatique.
Adrien Rousseau de Monfrand (4 floréal an VII = 23 avril 1799 à Valframbert (Orne) - 2 mai 1871 à Saulges), propriétaire à Saulges. Il est l'édificateur et la providence des paroisses de Saulges et de Chémeré-le-Roi. De son mariage à Laval le 19 février 1825 avec sa nièce Marguerite Charlotte Henriette de la famille du Mans de Chalais (20 novembre 1796 paroisse de Sainte-Marie Labone (Middlesex) en Angleterre - 20 décembre 1891 à Saint-Germain-le-Fouilloux), naissent trois filles : Charlotte Adèle en 1826,  Marie Marguerite Charlotte en 1827, Cécile en 1828. Pas de descendance agnatique.
Armand Fidèle Marie Constant Rousseau de Monfrand (22 messidor an VIII = 11 juillet 1800 à Valframbert (Orne) - 4 août 1879 en son château de la Forge à Chémeré-le-Roi), propriétaire en 1856. Il entre d'abord dans les gardes du corps de Louis XVIII, et fait l'Expédition d'Espagne en 1823. Il a ensuite un  rôle actif dans la Chouannerie de 1832. Jean-Baptiste Bidault de Frétigné demanda avec ses collègues du gouvernement des mesures de rigueur contre le département à la suite de la Chouannerie de 1832. Il intervint sur ce sujet avec violence dans les débats qui précédèrent la condamnation à mort par contumace de MM. Camille de Farcy, Arsène Avril de Pignerolles, Rousseau de Monfrand, Auguste Guays des Touches. De son mariage le 4 juillet 1836 à Laval avec Marie Valérie Duchemin de Vaubernier naissent Valérie en 1837, Henri en 1839 qui meurt à 14 ans et Marie en 1842. Pas de descendance agnatique.

### Filiation reliant les personnalités
Les informations issues de l'ouvrage d'Alphonse-Victor Angot et la lecture des registres BMS et d'état civil de la Mayenne, permettent d'établir la filiation suivante entre les personnalités de la famille.

### Arbre
- Jean Rousseau, sieur du Chêne.
  - Nicolas Rousseau, procureur fiscal de Pontmain, lieutenant civil et criminel à Ernée (Mayenne). Il épouse N. Chauvin du Tertre, dame de Surgon.
    - Nicolas Rousseau de Monfrand (1661-1727). En 1695, il épouse Marie Philippe Le Pannetier.
      - Joseph Rousseau de Monfrand (1697-1779), seigneur de la Salle-Monguion et de Glatigné. En 1722, il épouse Anne-Hélène de la famille de La Porte.
        - Joseph-Nicolas Rousseau de Monfrand (1735-1775) hérite de sa mère Soulgé-le-Courtin et la Forge. En 1760, il épouse Marie Duchemin de la Jarossaie de la Cotellerie qu'il laisse veuve en 1775 avec cinq enfants.
          - Nicolas Rousseau de Monfrand (1766-1840), châtelain de Saulges, maire de Saint-Jean-sur-Erve. Il épouse Marguerite Louise de la famille du Mans de Chalais.
            - Adrien Rousseau de Monfrand (1799-1871), propriétaire à Saulges. En 1825, il épouse sa nièce Marguerite Charlotte Henriette de la famille du Mans de Chalais. Le couple a trois filles. Pas de descendance agnatique.
            - Armand Fidèle Marie Constant Rousseau de Monfrand (1800-1879). De son mariage en 1836 avec Marie Valérie Duchemin de Vaubernier naissent deux filles et un fils Henri qui meurt à 14 ans. Pas de descendance agnatique.

          - Joseph Philippe Rousseau de Monfrand (1768-1807), seigneur de La Jarrossais. En 1803, il épouse sa cousine germaine Cécile Marie du Mans. Le couple a deux filles. Pas de descendance agnatique.

### Mariage entre cousins
Plusieurs mariages entre la famille Rousseau de Monfrand et la famille du Mans :
- Marie Marguerite Louise du Mans (1771-1812) épouse Nicolas Rousseau de Monfrand
- son fils Adrien Rousseau de Monfrand épouse sa cousine Marguerite Charlotte Henriette du Mans
- sa cousine Cécile Marie du Mans (1782- ) épouse Joseph Philippe Rousseau de Monfrand

- Michel Jean du Mans (1686-1748), seigneur de Bourg-l'Evêque. Il épouse Marie Françoise Pichot de la Graverie.
  - Michel René François du Mans (1741- ) épouse en 1770 Marguerite Louise de La Chapelle
    - Marie Marguerite Louise du Mans (1771-1812) épouse à Laval le 19 février 1825 Nicolas Rousseau de Monfrand
      - Adrien Rousseau de Monfrand (1799-1871) épouse Marguerite Charlotte Henriette du Mans (1796-1891)

    - Michel du Mans (1773-1837), maire de Saint-Germain-le-Fouilloux épouse Marie Augustine Hake
      - Marguerite Charlotte Henriette du Mans (1796-1891) épouse à Laval le 19 février 1825 Adrien Rousseau de Monfrand

  - Léon Jean Jacques du Mans (1748-1793), seigneur du Plessis et de Saumont, sous-lieutenant au régiment de cavalerie du comte d'Artois en 1773, lieutenant des Maréchaux de France. Le 2 juin 1777 à Laval, il épouse Marie Anne Charlotte Perier.
    - Cécile Marie du Mans (19 novembre 1782 à Laval - ) épouse Joseph Philippe Rousseau de Monfrand, le 14 février 1803 à Laval.

## Propriétés

### Hôtel de Monfrand, à Laval

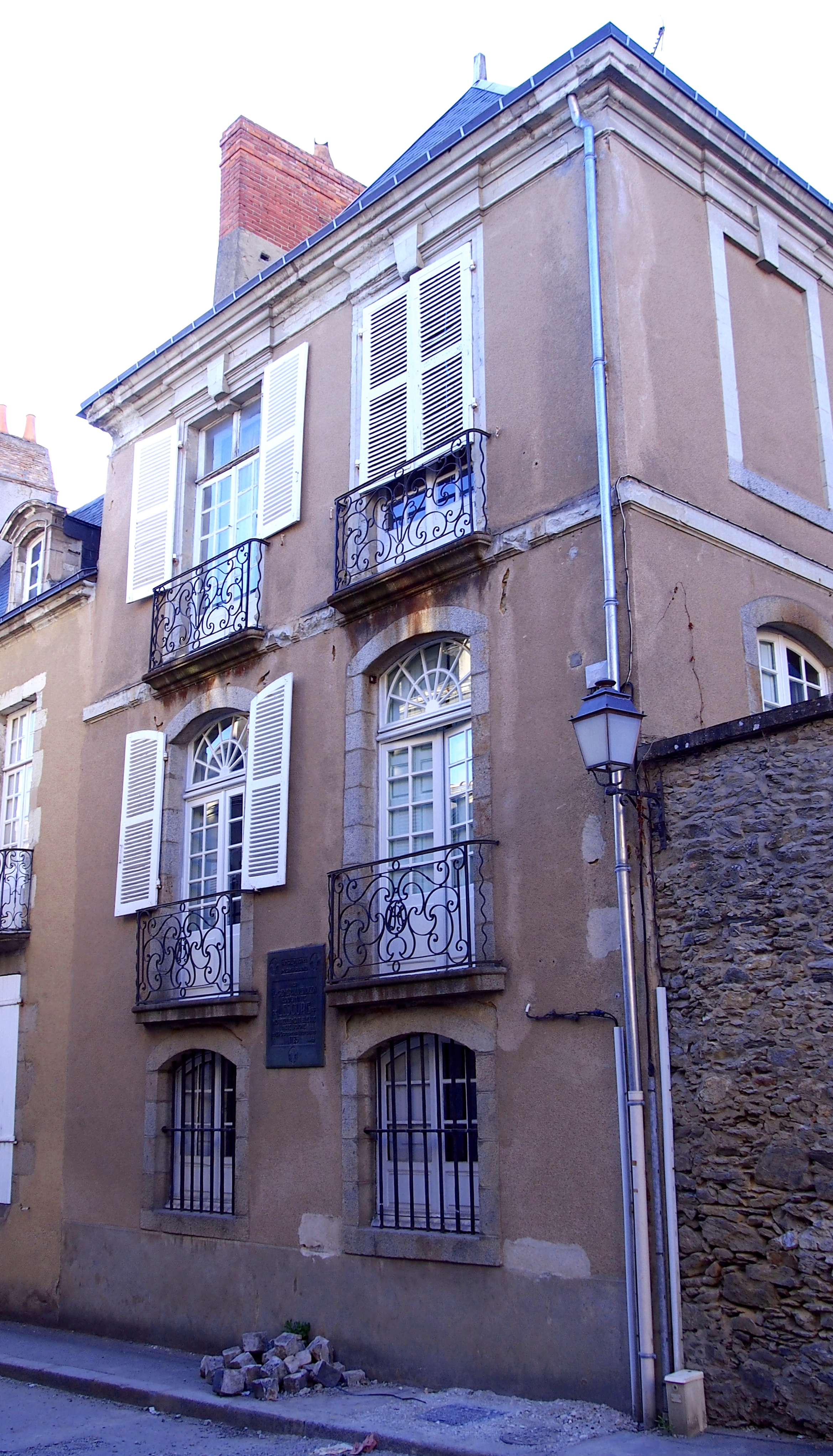
Hôtel de Monfrand, à Laval.

La famille Rousseau de MonfrandAncien est à l'origine de l'hôtel de Monfrand, actuellement hôtel de Sèze et de Montfrand, dont une partie est inscrite à l'inventaire des monuments historiques, le 21 septembre 1983, puis la totalité le 26 janvier 2023,.

### Château de la Forge
Le château de la Forge, situé à Chémeré-le-Roi est construit en 1840 par Amand Rousseau de Monfrand, à l'emplacement d'un ancien château. Ce dernier était entré dans la famille à la suite du mariage en 1722 d'Anne-Hélène de la famille de La Porte avec Joseph Rousseau de Monfrand (1697-1779).
Il est transformé sous la direction de l'architecte Louis Garnier.  Alphonse-Victor Angot évoque à la fin du XIXe siècle « ses murs blancs et crénelés qui se détachent gaiement sur les grandes pelouses et les bouquets d'arbres ».

### Château de Soulgé
Le château de Soulgé , situé à Saulges entre dans la famille à la suite du mariage en 1722 d'Anne-Hélène de la famille de La Porte avec Joseph Rousseau de Monfrand (1697-1779). Il le reste jusqu'à ce que Charles Georges de Beaulaincourt, le mari de Marie Marguerite Charlotte qui l'avait reçu en donation de son père Adrien, le vende en 1898. Le château est inscrit à l'inventaire des monuments historiques depuis le 4 juillet 1988.

### Château des Arcis, à Meslay-du-Maine

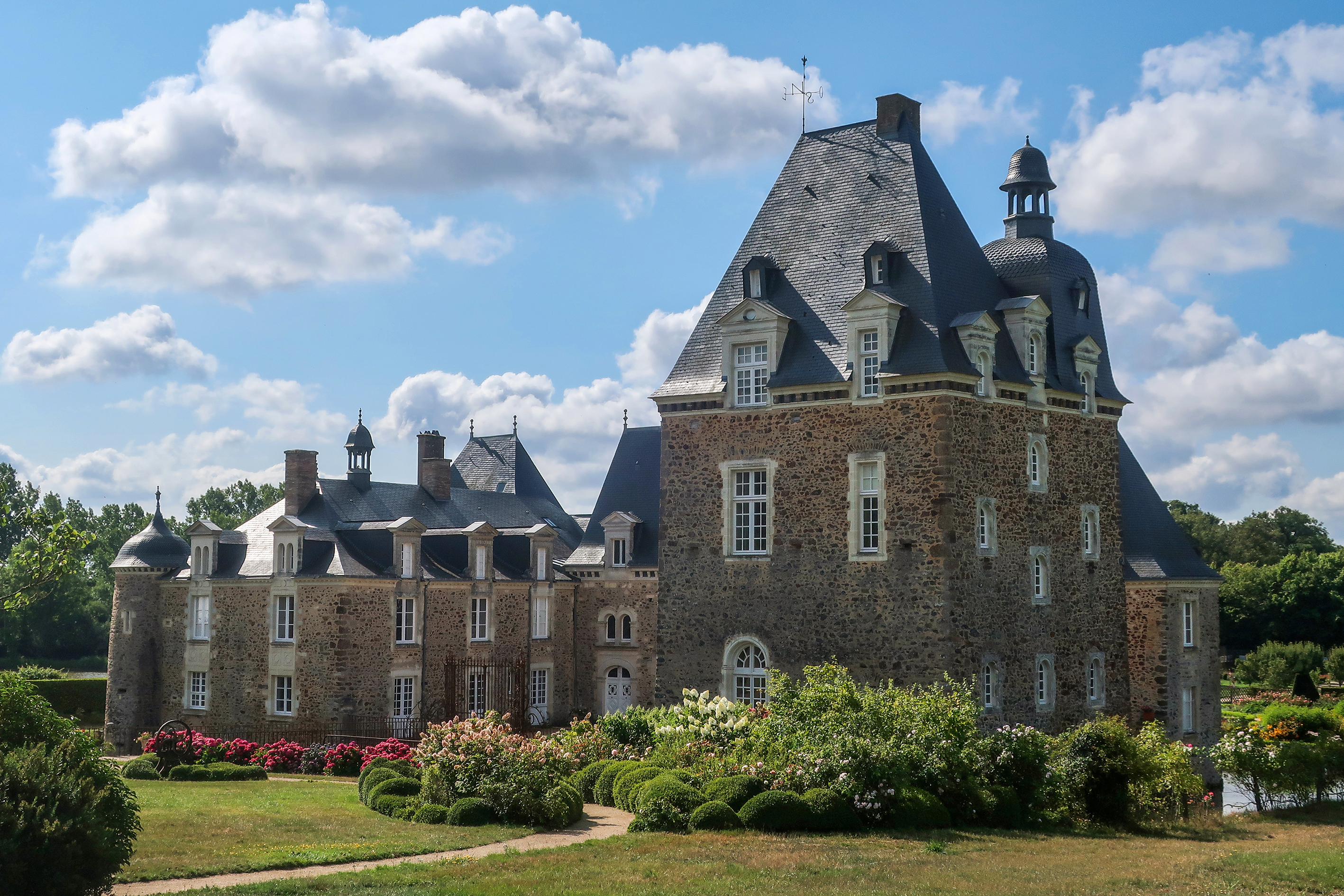
Château des Arcis, à Meslay-du-Maine.

Le Château des Arcis à Meslay-du-Maine est vendu à Joseph Duchemin, riche banquier de Laval. Par son mariage avec Jacquine-Anne Duchemin, le 19 mai 1763, Marcel Avril de Pignerolle devint à son tour seigneur des Arsis mais il acquit le domaine en commun avec Joseph Rousseau de Monfrand, mari de Marie Duchemin de La Jarossaie. Son fils ayant émigré, Madame Duchemin pensa, en mars 1793, qu’on allait saisir sa terre; elle déclara qu'à la suite du partage fait entre son beau-frère et elle, en mai 1773, le domaine était devenu son bien personnel et elle put le conserver. Il a été vendu depuis.

### Château de la Morlière
En 1826, Armand Rousseau de Monfrand achète le château de La Morlière situé à L'Huisserie, avec la métairie de la Giraudière, les closeries de la Croix-Nouveau, de la Guerche et de Persigand. En 1831, il participe à une demande de concession pour l'exploitation d'une mine d'anthracite à L'Huisserie, puis vend le domaine en 1832.

### Château du Fouilloux
En 1819, Adrien et Armand Rousseau de Monfrand achètent le château du Fouilloux situé à Saint-Germain-le-Fouilloux, construit en 1790. Il passe ensuite à la descendance d'Adrien qui le possède encore au XXIe siècle. Le château est inscrit à l'inventaire des monuments historiques depuis le 1er septembre 2016.

### Manoir des Alignés
En 1767, Joseph Nicolas Rousseau de Monfrand achète le manoir des Alignés situé à Grenoux, intégré depuis à Laval. Le manoir est saisi et vendu en deux parties au moment de la Révolution française le 9 thermidor an IV et le 19 prairial an IV.

### Moulin de Gô, à Saint-Pierre-sur-Erve

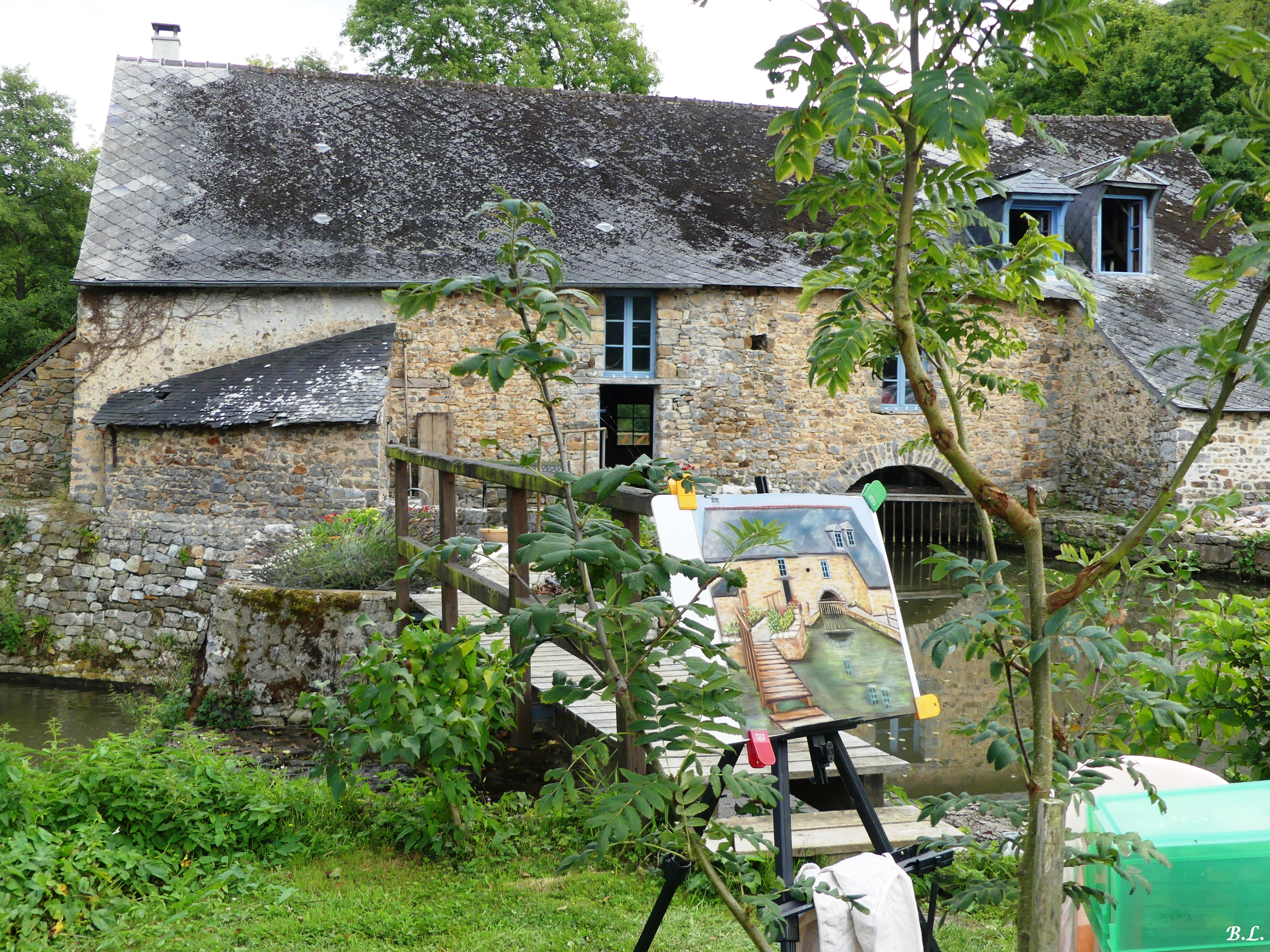
Moulin de Gô, à Saint-Pierre-sur-Erve.

Le Moulin de Gô est situé à Saint-Pierre-sur-Erve en direction de Saint-Jean-sur-Erve. Il est établi sur l'Erve entre l'ancien Moulin aux Moines situé en amont et le Moulin du Pont, situé dans le bourg, en aval.
Evoqué par l'abbé Angot dans son Dictionnaire de la Mayenne, la plus ancienne source est un bail remontant au 9 mai 1772 par lequel Joseph-Nicolas Rousseau de Monfrand, afferme le moulin de Gault à François Chadeigne, meunier. En 1806, le moulin appartient toujours à la famille de Monfrand puisque par un autre bail le moulin est affermé à René Chapillon pour une durée de 9 ans. Le 23 juillet 1844, Adrien Rousseau de Monfrand vend la terre de Glatigné comprenant le moulin de Gô,.

## Pour approfondir